# Тамия Дзиро
Тамия Дзиро (яп. 田宮二郎 тамия дзиро:, 25 августа 1935 — 28 декабря 1978) — японский актёр и телеведущий. Наиболее известная работа — фильм Большая белая башня (1966). Снимался у множества режиссёров, в том числе Тацуо Мацумуры, Тадаси Имаи и Кодзабуро Ёсимуры; критики также выделяют его дуэт с Аяко Вакао. Помимо таланта, отличался высоким ростом (180 см) и зачастую играл преступников. Занимался кинопроизводством.

## Биография
Родился в Осаке, настоящее имя — Горо Сибата (яп. 柴田吾郎 сибата горо:). Отец умер вскоре после рождения сына, мать жила вместе с Дзиро в доме его дедушки. Во время оккупации Японии американскими войсками мальчик научился английскому языку и планировал стать дипломатом, но в студенческие годы начал подрабатывать шансонье в кафе Гиндзы и постепенно вошёл в шоу-бизнес. Победив в конкурсе «Мистер Япония», Дзиро окончил актёрские курсы кинокомпании Daiei, а затем в 1957 году устроился туда работать.
Дебютный фильм Тамии — «Девятичасовой ужас» (яп. 九時間の恐怖) — принёс ему множество предложений, но всё это были мелкие роли, так как в «золотой век кинематографа» крупные роли доставались звёздам: Синтаро Кацу, Юдзиро Исихаре. Дзиро бойко брался за все предложения, тщательно готовясь даже к появлению в эпизодах, и они постепенно увеличивали его популярность. В 23 года Тамия впервые получил роль первого плана — в фильме «Мой избранник» (яп. 私の選んだ人), после которой его карьера пошла в гору. Он снимался с Синтаро Кацу в фильмах серии «Дурное имя» (яп. 悪名), а в 1966 году — в «Большой белой башне», сделавшей его любимцем публики. Однако он не был удовлетворён собой, считая, что слишком молод для роли.
На съёмках фильмов серии «Куро» Тамия познакомился с актрисой Юкико Фудзи, с которой сыграл свадьбу в мае 1965 года и стал отцом двоих сыновей, также выбравших актёрскую профессию: Котаро Сибаты (р. 1966) и Горо Тамии (1967—2014).
Другой знаменитой серией фильмов с Тамией в главной роли стал «Пёс». Уже завоевавший славу Тамия оказался на пятом месте в титрах фильма Время неверия, что привело его в бешенство. Он разорвал контракт с Daiei и начал независимую карьеру, однако как раз в то время пять крупнейших японских кинокомпаний заключили соглашение, которое оставило его без работы.
После ухода с Daiei Тамия через несколько лет открыл собственную кинокомпанию, отчаявшись найти роли для себя. В этот же период лавинообразно росла популярность телевидения, и он стал ведущим телевикторины Quiz Timeshock. Высочайшие рейтинги передачи (до 29 %) определили его дальнейшую деятельность, и на этой должности Тамия оставался следующие 9 лет. В 1974 году он возвращается на большой экран в фильме «Прекрасное семейство» по произведению его любимой писательницы Тоёко Ямасаки. Дзиро снова погружается в работу и один за одним выходят новые фильмы с ним в главной роли. От перенапряжения у него развивается биполярное расстройство и он берёт двухлетний отпуск на лечение.
Сорокатрёхлетний Тамия получает разрешение на повторную экранизацию «Белой башни» у Ямасаки: на этот раз он исполняет главную роль в телесериале в зрелом возрасте, постановка имеет оглушительный успех. Тамия, как всегда, очень тщательно готовился к роли, к примеру, для того, чтобы натуральнее сыграть обморок, три дня ничего не ел. В последние месяцы жизни Тамия страдал от депрессии и бреда величия, вызванных биполярным расстройством. Он застрелился из дробовика в своём особняке в токийском квартале Минато в день показа последней серии «Белой башни».
Тамия имел 1-й дан карате и свободно говорил по-английски. Помимо актёрской работы, он спродюсировал фильм «YELLOW DOG» совместного англо-японского производства, который провалился в прокате в 1973 году.

## Избранная фильмография
| Год       |   | Русское название             | Оригинальное название | Роль                            |
| --------- | - | ---------------------------- | --------------------- | ------------------------------- |
| 1957      | ф | Девятичасовой ужас           | 九時間の恐怖          | полицейский на станции Сидзуока |
| 1959      | ф | Мой избранник                | 私の選んだ人          | Ямака Тацуя                     |
| 1960      | ф | Заповедь женщины             | 女経                  | Харумото                        |
| 1961      | ф | Орден женщины                | 女の勲章              | Хатиё Гинсиро                   |
| 1961      | ф | Дурное имя: продолжение      | 続悪名                | помощник Мотора                 |
| 1962      | ф | Чёрный автомобиль            | 黒の試走車            | Ютака Асахина                   |
| 1962      | ф | Камни Хиросимы               | その夜は忘れない      | Кёсукэ Камия                    |
| 1964      | ф | Опасное оружие Куро          | 黒の凶器              | Катаяна Синтиро                 |
| 1964      | ф | Бродячий пёс                 | 宿無し犬              | Камои Осукэ                     |
| 1966      | ф | Большая белая башня          | 白い巨塔              | Дзайдзэн Горо / 財前五郎        |
| 1968      | ф | Время неверия                | 不信のとき            | Асаи Ёсио                       |
| 1971      | ф | Трёхсоткилограммовая западня | 3000キロの罠          | Касэ Кэйсукэ                    |
| 1974      | ф | Прекрасное семейство         | 華麗なる一族          | 美馬中                          |
| 1973      | с | Белая тень                   | 白い影                | 直江庸介                        |
| 1977—1978 | с | Белая пустошь                | 白い荒野              | 仁科純一                        |
| 1978      | с | Белая башня                  | 白い巨塔              | Дзайдзэн Горо / 財前五郎        |